# Capitania de São Vicente
A Capitania de São Vicente foi uma das subdivisões administrativas do território da América Portuguesa, criada em 1534 junto com mais treze regiões hereditárias, entregues pelo rei de Portugal, João III, a donatários em regime de hereditariedade. Sendo seu primeiro donatário Martim Afonso de Sousa. Foi extinta em 1709, com a sua compra pela Coroa portuguesa e a sua conversão na Capitania Real de São Paulo e Minas do Ouro. 
A capitania foi doada a Martim Afonso de Sousa por meio de duas cartas, uma chamada carta foral, expedida pelo rei João III no dia 6 de outubro de 1534, que estabeleceu a quantidade de léguas que lhe seria atribuída, e uma de 20 de janeiro de 1535, que estabelecia as divisas exatas da capitania. Foi, primeiramente uma entidade semiautônoma vinculada diretamente à metrópole, e, a partir de 1548, se tornou uma subdivisão subordinada ao Estado do Brasil. 
Sediou a primeira vila portuguesa nas Américas, São Vicente, fundada em 1532, onde também ocorreram as primeiras eleições no dito Novo Mundo. O povoamento europeu dessa região, no entanto, começou ainda antes disso, pela ação de náufragos e de degredados, como João Ramalho, o Bacharel de Cananeia e Antonio Rodrigues, que se aliaram com indígenas locais e fundaram pequenos entrepostos principalmente para a comercialização de pessoas escravizadas. A colonização efetiva do território, no entanto, acabou elevando muito a demanda por escravos, o que acabou levando a formação da Confederação dos Tamoios, em 1554, e à expedições de captura de escravizados no interior do continente, no final do século XVI e meados do XVIII. Depois da Batalha de M'Bororé, na qual os bandeirantes foram derrotados, a busca sistemática por escravizados indígenas no sul do país foi deixada de lado e as expedições passaram a focar na descoberta de metais preciosos.
A partir da década de 1690, com a descoberta de jazidas de ouro no interior da capitania, regiões que atualmente formam o estado de Minas Gerais, começou um êxodo de portugueses metropolitanos e colonos de outras regiões da América portuguesa em direção a capitania, o que acabou gerando animosidade entre os vicentinos, que exigiam o monopólio da exploração aurífera, levando à Guerra dos Emboabas, ao fim da qual a capitania foi comprada pela Coroa e renomeada para Capitania de São Paulo e Minas de Ouro.

## Antecedentes

### Povos indígenas
A região que viria a se tornar a Capitania de São Vicente, assim como o resto do território que viria a ser o Brasil, já era habitada por seres humanos por milhares de anos antes da chegada dos portugueses, com a formação de diversas culturas, que produziam coisas como sambaquis e pinturas rupestres. No século XVI, pode-se destacar ao menos quatro regiões distintas de povoamento indígena. A primeira, no litoral, era ocupada principalmente por povos do tronco linguístico Tupi. A segunda, abrangendo a região do vale do Paraíba e da Serra da Mantiqueira, era ocupada principalmente por povos do tronco linguístico Jê, assim como uma região contígua mais ao oeste, também habitada por povos não-tupi. Finalmente, ao sul e a sudeste de São Vicente, predominava a presença de povos guarani.

## Primeiros anos

### Fundação
Após trinta e quatro anos de "descaso" de Portugal com os territórios americanos que lhe pertenciam segundo o Tratado de Tordesilhas, o então rei de Portugal, João III, dividiu as suas posses em quatorze capitanias hereditárias que deveriam ser exploradas e povoadas pelos seus respectivos donatários. Esse sistema não era novo naquela ocasião e, de fato, já vinha sendo empregado por Portugal nos arquipélagos da Madeira e de Cabo Verde desde o século XV. No Brasil, a adoção desse modelo se deve a uma resposta monarquia portuguesa às investidas francesas contra as suas posses americanas, além de uma transferência de responsabilidades da Coroa para os donatários.

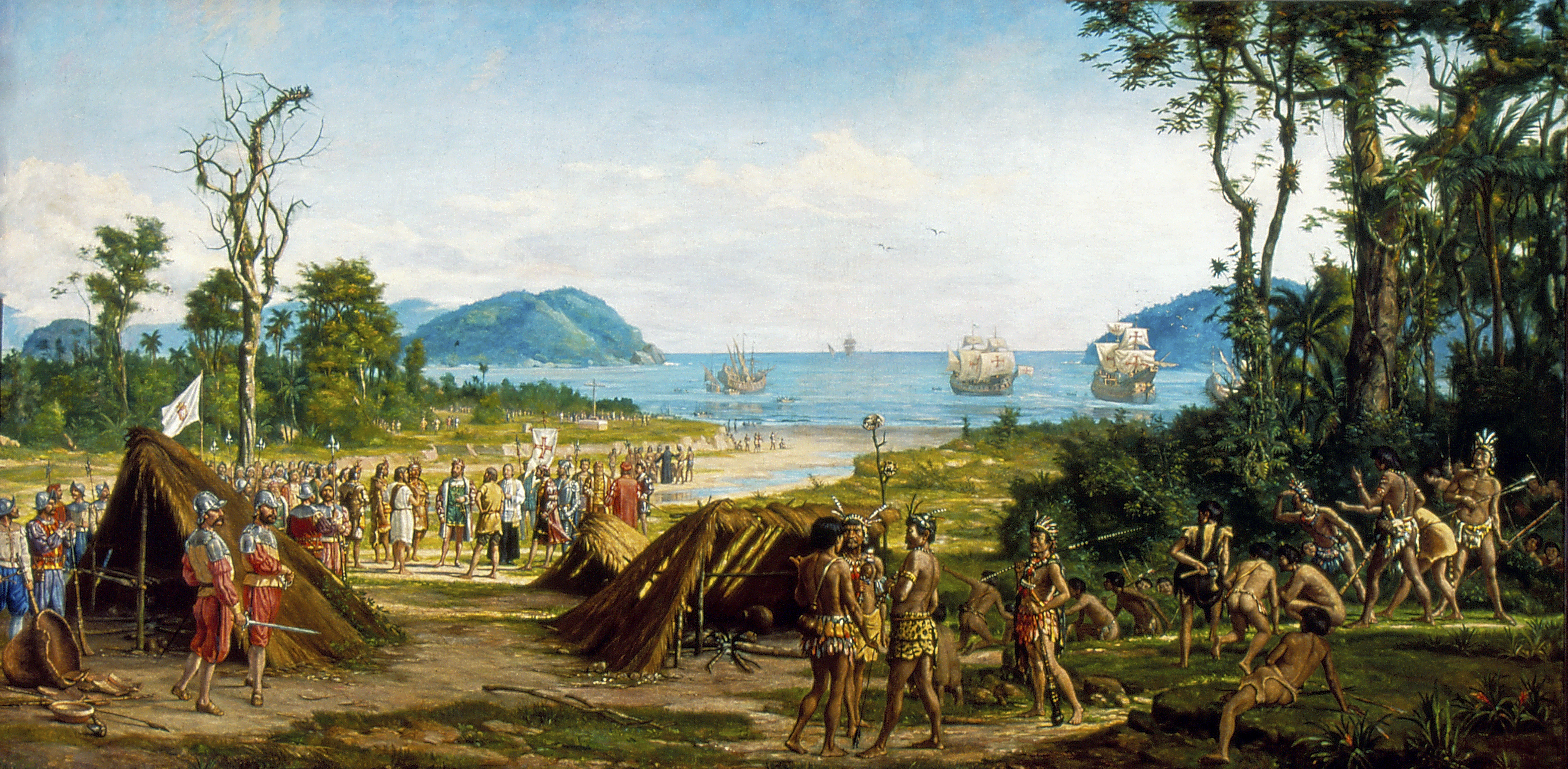
Fundação de São Vicente. Óleo sobre tela de Benedito Calixto

A capitania de São Vicente foi fundada pelo rei João III, no ano de 1534 e 1535 por meio de duas cartas: a primeira, chamada carta foral, datada do dia 6 de outubro de 1534, determinava a quantidade de léguas a ser doada ao fidalgo e explorador Martim Afonso de Sousa, e a segunda, datada de 20 de janeiro de 1535, estabelecia as divisas exatas que compreenderiam as suas possessões. A capitania, na ocasião, foi dividida em duas partes. A primeira, que compreendia a vila homônima, se estendia da barra sul da baía de Paranaguá até o chamado rio de São Vicente, identificada como barra de Bertioga. E a segunda compreendia a porção de costa entre o rio Curupacê, nas proximidades da ilha de Ilha de São Sebastião, até o rio Macaé, no território do atual município de mesmo nome.
Já poucos tempo depois da fundação da capitania, a vila de São Vicente se tornou alvo de ataques vindos de espanhóis, liderados por um homem chamado Ruy Garcia de Mosquera, que reivindicavam a região como pertencente aquele reino. Na ocasião a cidade foi saqueada e boa parte de seus habitantes foi morta. Em 1541 a vila foi vítima de um maremoto que destruiu boa parte das suas construções. Em 1545 foi fundada a vila de Santos, em local mais seguro das variações do mar, para onde é transferido o porto. Em 1548, com a criação do Estado do Brasil, a capitania passa a estar subordinada ao governador-geral, residente na cidade de São Salvador da Baía de Todos os Santos.

### Guerra dos Tamoios e França Antártica
Nesse primeiro período a capitania se sustentava por meio da exploração do trabalho escravo indígena, obtido através da exploração dos espólios de guerra entre as nações que habitavam o território em troca de objetos de origem europeia. Isso acabou levando, já no início da colonização, a constituição de uma grande população de escravizados na capitania - que, segundo relatos, já em 1540, constava com cerca de três mil cativos. - No entanto, a crescente insatisfação dos nativos com o sistema de escambo, somada a sede insaciável dos colonizadores portugueses por escravizados acabou gerando animosidade entre essas duas populações. Já em 1547 a povoação de Bertioga foi destruída, com a maioria dos seus moradores sendo mortos ou capturados.
Se defrontando com o litoral em franco estado de sítio, os portugueses começaram a empreender a colonização do interior do continente, com a fundação, em 8 de abril de 1553, da vila de Santo André da Borda do Campo, e, em 25 de janeiro de 1554, do colégio jesuíta de São Paulo de Piratininga. Em 1560, a vila de Santo André foi abandonada e a sua população transferida para as imediações do colégio jesuíta, que foi elevado a vila. Dois anos depois, São Paulo se tornou alvo da confederação dos Tamoios, liderada por Piquerobi, irmão de Tibiriçá, aliado de longa data dos portugueses. O assalto, no entanto, acabou sendo frustrado.

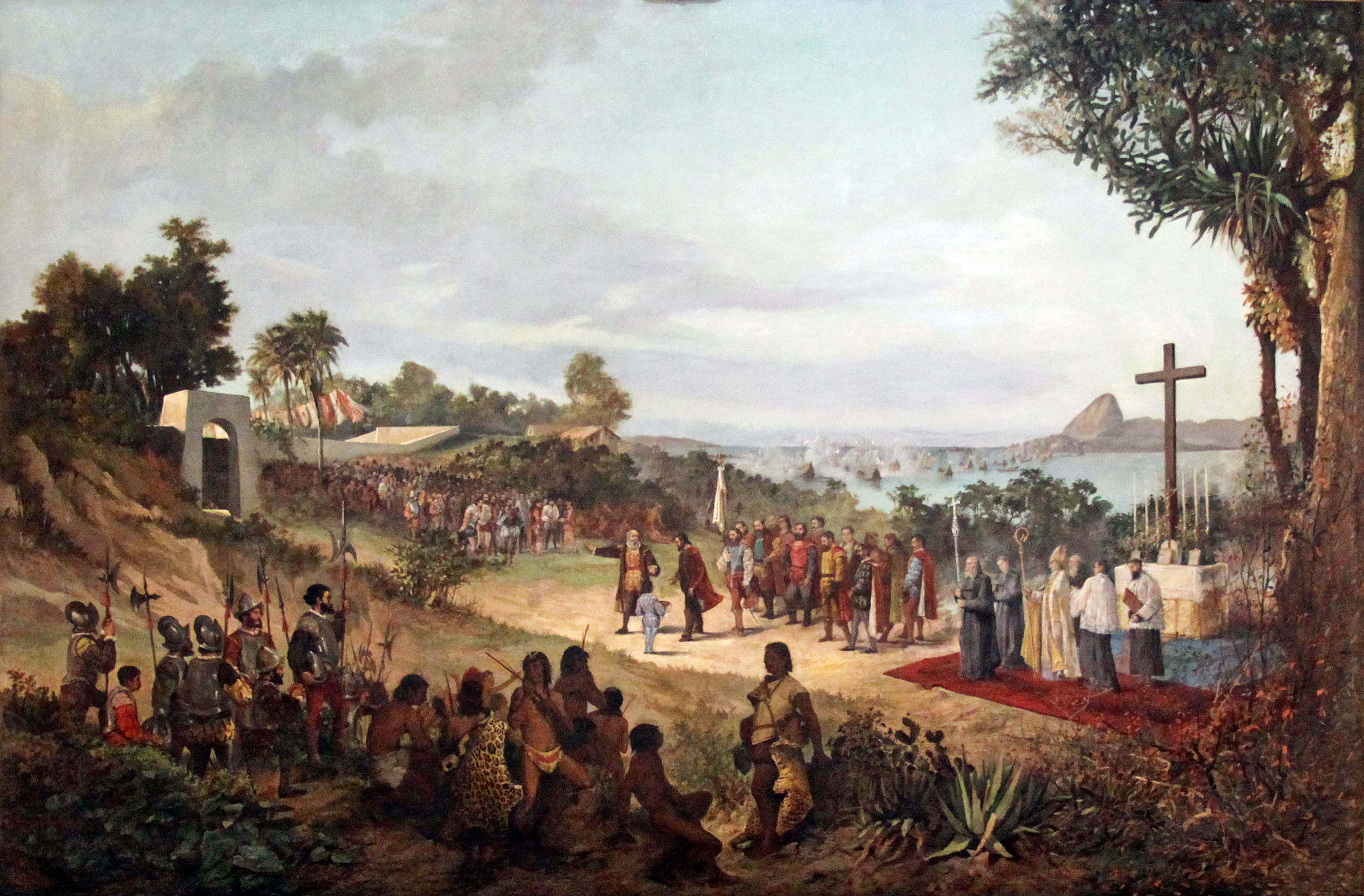
Fundação da cidade do Rio de Janeiro, óleo sobre tela de Antônio Firmino Monteiro

Em 1563 uma epidemia de varíola se abateu sobre a população indígena da capitania, matando boa parte da força que estava combatendo os portugueses. Em 1567 a confederação foi derrotada e o remanescente da população indígena do planalto foi aldeada. Enquanto isso ia acontecendo na porção meridional da capitania, a porção setentrional, que compreendia a baía de Guanabara, estava em franco estado de abandono pela Coroa portuguesa. Os tupinambá, que habitavam a região, eram inimigos dos tupiniquim, que eram aliados dos portugueses, o que acabou levando a ocupação francesa daquela região, em um empreendimento que foi chamado de França Antártica. A principal fortificação francesa da região, o Forte Coligny, foi destruído em 1560, no entanto, os franceses só foram expulsos da região em janeiro de 1565, ocasião na qual foi fundada a cidade de São Sebastião do Rio de Janeiro. Nesse contexto, em 1562, a porção norte da capitania de São Vicente foi comprada pela Coroa, criando, assim, a Capitania Real do Rio de Janeiro.

## Sistema de aldeamentos e o ciclo das bandeiras

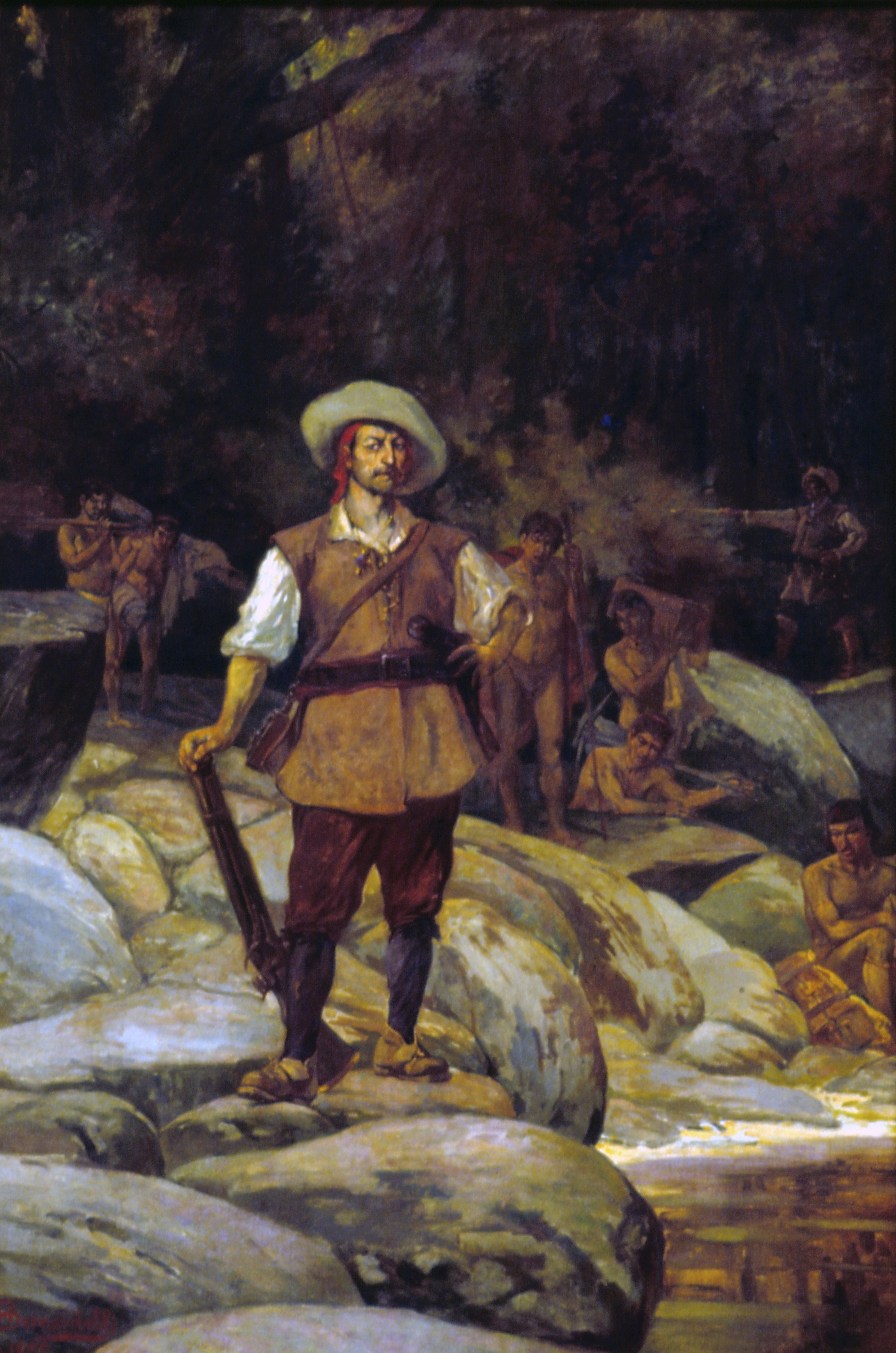
Ciclo da Caça ao Índio, óleo sobre tela de Henrique Bernardelli.

Depois do final da Guerra dos Tamoios, a população indígena do planalto paulista passou a ser aldeada forçosamente em assentamentos fundados pelos padres jesuítas nos quais os nativos trabalhavam compulsoriamente em troca da "salvação cristã". Entre esses se destacam os aldeamentos de São Miguel, Pinheiros, Nossa Senhora da Conceição dos Guarulhos e Itaquaquecetuba. A estratégia dos jesuítas nesses locais consistia em converter os chefes das aldeias, doutrinar os mais jovens e eliminar a influência dos pajés, além de subverter boa parte dos elementos da cultura indígena, como a organização social das aldeias, a organização social da família e a periodização dos ritos. Mas o projeto acabou sendo malsucedido por conta, entre outros fatores, da própria resistência dos indígenas, isso acabou levando, a partir da década de 1580, ao começo do ciclo de captura de escravizados indígenas no interior do continente.
O ciclo da bandeiras, como ficou conhecido o período entre 1580 e 1640, no qual a atividade de captura de indígenas escravizados foi mais intenso, transformou a vila de São Paulo de Piratininga no centro de uma campanha de destruição de empreendimentos jesuíticos na bacia do Rio da Prata. Nesse período foram destruídas as missões do Tape, do Guairá e de Itatins. Respectivamente nos atuais Rio Grande do Sul, Paraná e Mato Grosso do Sul. Apesar disso, essa exploração do interior pelos bandeirantes não se traduziu numa ocupação efetiva do interior, que só seria empreendida de fato a partir da descoberta dos veios auríferos no final do século XVII e início do século XVIII.
Por volta dessa época, por conta da forte oposição da ordem jesuítica, da Igreja Católica e da Coroa portuguesa à escravização de indígenas já convertidos ao cristianismo, começou um movimento muito forte, na capitania de São Vicente, de oposição à essas instituições, representado, primariamente, pela expulsão dos padres jesuítas da capitania em 1640, - evento que ficou conhecido como Botada dos padres fora - quando esses tentaram fazer cumprir uma bula do Papa Urbano VIII que determinava a excomunhão de todos aqueles que cativassem, vendessem ou fizessem uso do trabalho escravizado indígena.
A "era de ouro" da ação bandeirante terminou com a batalha de M'Bororé, no ano de 1641, na qual os indígenas e jesuítas derrotaram os invasores paulistas na região onde hoje é a Mesopotâmia argentina. A partir desse marco, a ação dos paulistas passaria a se concentrar na busca de veios auríferos, que foram encontrados, por fim, na década de 1690. Foi nessa época também, em 1681, que a sede da capitania foi transferida para São Paulo.

## Descoberta do ouro e guerra dos Emboabas
As primeiras jazidas de ouro descobertas por exploradores advindos de Taubaté, na época subordinada à Capitania de Itanhaém. Não demorou, no entanto, para que a notícia se espalhasse e outros veios fossem descobertos pelos vicentinos, que tentaram manter as suas descobertas secretas, mas que acabaram atraindo a sede de colonos metropolitanos e de outras regiões da América portuguesa. O conflito entre os vicentinos e esses outros portugueses (chamados de "Emboabas", palavra da língua geral que significa "forasteiro") acabou levando à guerra de mesmo nome, ao fim da qual a capitania foi comprada do seu último donatário e convertida na Capitania Real de São Paulo e Minas de Ouro, governada por uma pessoa indicada diretamente pela metrópole.

## Divisão territorial
No momento da sua compra pela coroa portuguesa a capitania contava com as seguintes vilas, aqui por ordem de fundação:
| - São Vicente (1532) - Santos (1546) - São Paulo dos Campos de Piratininga (1553) - Nossa Senhora da Conceição de Itanhaém (1561) - Nossa Senhora das Neves de Iguape (1577) - São João Batista de Cananéia (1600) - Santana de Mojimirim - Mogi das Cruzes (1611) - Santana de Parnaíba (1625) - São Sebastião (1636) - Exaltação da Santa Cruz do Salvador de Ubatuba (1637) - São Francisco das Chagas de Taubaté (1645) | - Nossa Senhora do Rosário de Paranaguá (1649) - Santo Antônio de Guaratinguetá (1651) - Nossa Senhora da Conceição do Rio Paraíba - Jacareí (1653) - Nossa Senhora do Desterro do Campo Alegre de Jundiaí (1655) - Nossa Senhora de Candelária do Outu Guaçu - Itu (1657) - Nossa Senhora da Ponte de Sorocaba (1661) - Nossa Senhora da Luz dos Pinhais de Curitiba (1693) - Nossa Senhora do Bom Sucesso de Pindamonhangaba (1705) |

### Capitania de Itanhaém
A Capitania de Itanhaém foi criada em 1624, por Mariana de Sousa Guerra a Condessa de Vimieiro, depois de uma disputa dela com um de seus primos, Álvaro Pires de Castro e Sousa, o conde de Monsanto, sobre a posse da Capitania de São Vicente. A condessa, na ocasião, acabou sendo destituída da posse da capitania, o que a levou a fundar a sua própria, com sede na Vila de Nossa Senhora da Conceição de Itanhaém. Esta capitania foi extinta em 1753, quando foi comprada pela Coroa portuguesa e incorporada à Capitania de São Paulo.